# Xenichthys xanti
Xenichthys xanti är en fiskart som beskrevs av Gill, 1863. Xenichthys xanti ingår i släktet Xenichthys och familjen Haemulidae. IUCN kategoriserar arten globalt som livskraftig. Inga underarter finns listade i Catalogue of Life.